# Pa Salieu
Pa Salieu Gaye (* 1. Juli 1997 in Slough) ist ein britischer Rapper aus Coventry.

## Leben
Pa Salieu wurde in Slough als Kind zweier Gambier geboren. Noch vor seinem ersten Geburtstag schickten ihn seine Eltern zurück nach Gambia, wo er bis zu seinem zehnten Lebensjahr im Haushalt seiner Großmutter lebte. Der Rapper beschreibt seine Zeit in Gambia als prägend, da sie ihm viel über seine Kultur lehrte.
Nachdem ihn seine Mutter mit zehn Jahren wieder nach England zurückholte, zogen sie nach Hillfields, einer Vorstadt im Norden von Coventry. Sein neues Zuhause hatte großen Einfluss auf seine musikalische Karriere.
Als seine Großmutter im Jahr 2016 verstarb, verfiel er in eine Depression. Das Verfassen von Gedichten nutzte Pa Salieu, um seinen Verlust zu bewältigen.
Nachdem sein bester Freund im Jahr 2018 ermordet worden war, bewegte dies Pa Salieu dazu, sich seiner musikalischen Karriere noch intensiver zu widmen.
Pa Salieu unterschrieb beim Musiklabel Warner Records.
Durch seine Single Frontline, die im Januar 2020 erschien und auf dem Videoportal YouTube bereits über 4 Millionen Aufrufe verzeichnete, konnte sich Pa Salieu in der Musikszene etablieren, was ihm zu einer größeren Popularität verhalf.
Im November 2020 veröffentlichte er schließlich sein Debüt-Mixtape Send Them to Coventry. Daraufhin belegte er bei der Prognose Sound of 2021, die den Durchbruch für das folgende Jahr vorhersagte, Platz 1. Im Juni 2021 kam er mit seiner Single Glidin’, unterstützt von Slowthai, erstmals in die britischen Charts.
Der Rapper besitzt einen unkonventionellen lyrischen Stil, der sich nicht klar einem bestimmten Genre zuordnen lässt.

## Diskografie

### Mixtapes
- Send Them to Coventry (November 2020)

### Singles
- Frontline (Januar 2020)
- Betty (Mai 2020)
- My Family (September 2020)
- B***K (Oktober 2020)
- Block Boy (Oktober 2020)
- Energy (November 2020)[11]
- Glidin’ (featuring Slowthai, 2021)
- Bad (featuring Aitch, 2021)